# Черноп'ятов Віктор Ілліч
Віктор Ілліч Черноп'ятов (рос. Чернопятов Виктор Ильич; 21 червня 1857, Санкт-Петербург, Російська імперія — 18 грудня 1935, Москва, СРСР) — російський та радянський громадський діяч, археограф, генеалог, діловод, колезький радник та мировий суддя. Почесний член Московського археологічного інституту. Бібліотекар та скарбник Історико-родовідного товариства у Москві, член гуртка ревнителів пам'яті Вітчизняної війни 1812 року, Товариства охорони пам'яток.

## Життєпис
Народився 21 червня 1857 року в Петербурзі у сім'ї професора Петровської академії і вченого-зоотехніка Іллі Черноп'ятова та Ольги Августівни Крубер (1837-1895), німецької шляхтянки. Проходив навчання в гімназії, незабаром після цього разом зі своєю сім'єю переїхав до Москви. Вступив і закінчив Московський археологічний інститут, там же захистив дисертацію на вчений ступінь вченого-археографа. 
З 1904 року почав займатися історико-генеалогічними пошуками, одночасно з цим працював в канцелярії московського генерал-губернатора. 
У лютому 1894 року обіймав посаду директора Московського чоловічого опікунського комітету про в'язниці. В цьому ж році був обраний в Міську думу, де пропрацювавши до 1897 року перейшов до Товариства сільського господарства, оскільки захоплювався сільським господарством.
У 1900 році заснував школу грамотності в своєму маєтку Кучино Крапівенського повіту Тульської губернії. 
З 1906 року займався історією та генеалогією тульської шляхти.
Помер 18 грудня 1935 року в Москві. Похований на Владикінському цвинтарі.

## Особисте життя
Був одружений з княгинею Варварою Михайлівною Пожарською.

## Праці
- Чернопятов Виктор Ильич. Дворянское сословие Тульской губернии. Том I (X). Материалы к родословным Тульского дворянского сословия. Составил Крапивенский дворянин Виктор Ильич Чернопятов. - М., 1908. 1 л. портр.(рос.)
- Чернопятов Виктор Ильич. Материалы к родословию и семейной хронике Чернопятовых, XVI—XX вв. — М.: Типография А.П, Петцман 1914 г., XLVIII, 433 с., 22 л.илл.(рос.)
- Чернопятов Виктор Ильич. Некрополь: из записной книжки старого генеалога / В. И. Чернопятов. — Тула: Тип. Е. И. Дружининой, 1915. — 28 с.(рос.)
- Чернопятов Виктор Ильич. Род Картавцовых / В. И. Чернопятов. — Москва: Тип. А. П. Петцман, 1909(рос.)
- Чернопятов Виктор Ильич. Некрополь. Из записной книжки старого генеалога / В.И. Чернопятов. — Тула, 1915. — 28 с.(рос.)